# Métaarsénite de cuivre(I)
Pour les articles homonymes, voir Arsénite de cuivre.
Le métaarsénite de cuivre(I) est le sel de cuivre de valence I et de l'acide métaarsénieux, O=As-OH.